# 067
067 byl český placený internetový čtrnáctideník zaměřený na tzv. long-form journalism a různorodá témata. Magazín byl jedním z prvních českých časopisů s výhradně placeným obsahem. Vycházel od listopadu 2013 do října 2018. 

## Cílová skupina a autoři
Cílovou skupinou mají být podle autorů chytří lidé, kterých je podle jejich tvrzení odhadem 6,7 % z celkové populace. Podle toho byl zvolen název magazínu. Projekt vytvořili Petr Koubský, Michal Tomáš a výtvarnice Marta Blanc Jakobcová. Mezi redaktory patřili např. Pavel Koběrský nebo Michal Kašpárek.

## Marketingový model
První číslo vyšlo 29. listopadu 2013. Časopis vycházel každých čtrnáct dní v pátek ráno a obsahoval 3 články. Byl k dispozici pouze formou předplatného za 900 Kč ročně a jeho součástí nebyla reklama. Podle autorů se časopis snažil připodobnit formátům The Magazine, Matter, Longform nebo The Loop, čili má jít o časopis s články, které jdou do hloubky.
Autor přiznával, že model výhradně placeného časopisu je riskantní a nelze zaručit, že bude úspěšný dlouhodobě. Po pěti číslech ale podle něj zatím bylo vše v pořádku a cíle se podařilo splnit, což ale není podle něj dostatečná doba pro dlouhodobé závěry. Přesvědčit lidi, že mají platit za jinak všude dostupný bezplatný obsah, chtěl kvalitou.

## Ukončení
Dne 3. září 2018 byl magazín 067 odkoupen novinami Nový deník, krátce poté přejmenovanými na Deník N. Šéfredaktor 067 Petr Koubský v Deníku N vede rubriku vědy a technologií. Poslední číslo 067 vyšlo 10. října 2018. Stávající předplatitelé mohli předplatné vypovědět a vydavatel jim vrátil jeho nevyčerpanou část.
Koubský v pozdějším rozhovoru uvedl, že magazín nebyl komerčně příliš úspěšný:
```
   „Byli jsme v černých číslech, v mírném zisku. To je ale vlastně to nejhorší, co se může stát. Na zavření to nebylo, na další rozvoj také ne.“
[
7
]
```